# 九州旅客鉄道宮崎支社

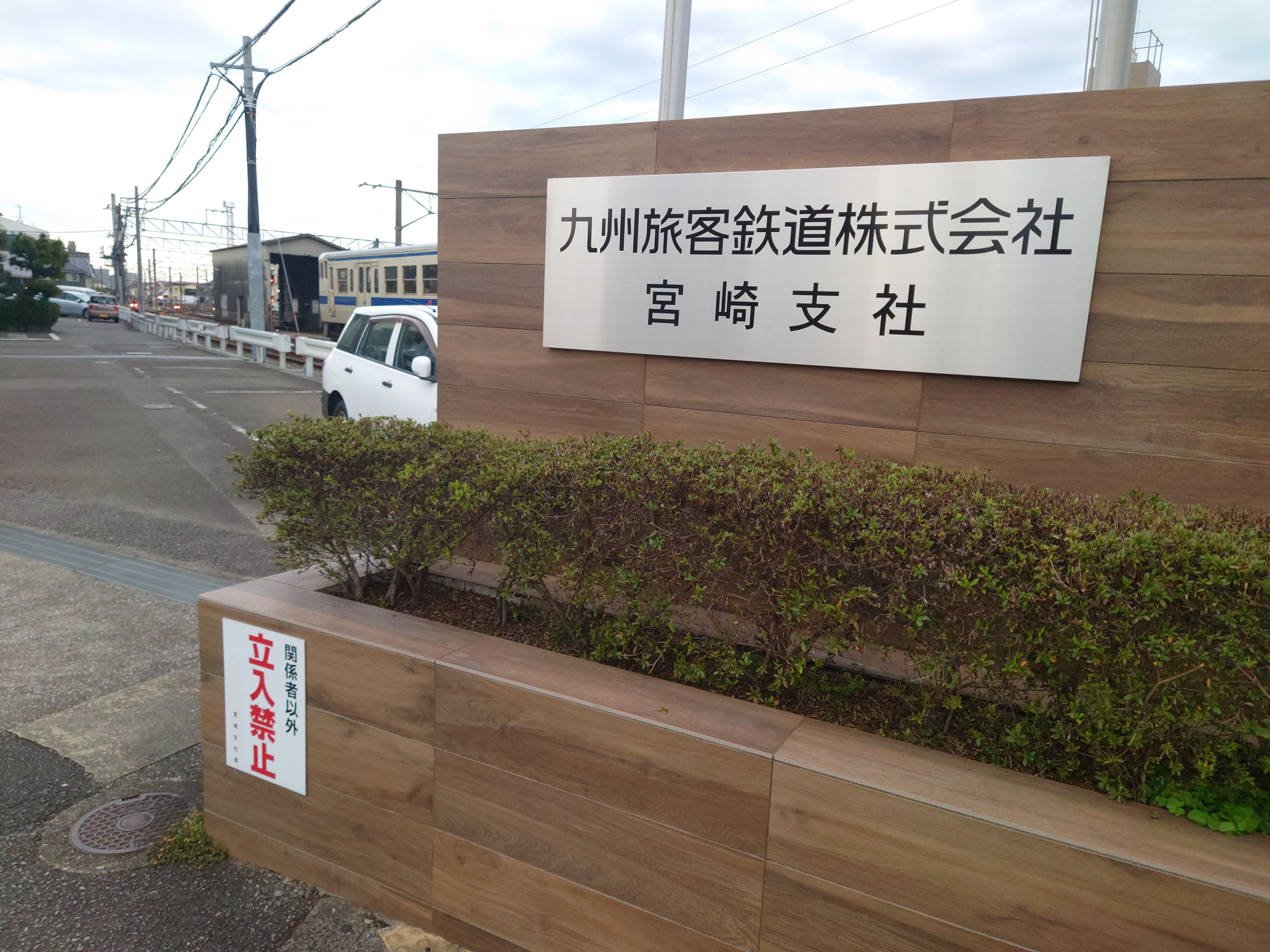
九州旅客鉄道宮崎支社 正門

九州旅客鉄道宮崎支社（きゅうしゅうりょかくてつどうみやざきししゃ）とは、宮崎県宮崎市の南宮崎駅構内にある九州旅客鉄道（JR九州）の支社の一つである。
2022年（令和4年）4月1日付で鹿児島支社下部組織の宮崎総合鉄道事業部から改組されて発足した。旧日本国有鉄道門司鉄道管理局宮崎管理部（後の大分・鹿児島両鉄道管理局）の流れを汲む。

## 支社所在地
宮崎県宮崎市東大淀2丁目60番地（南宮崎駅構内）

## 概要

### 国鉄時代
国鉄民営化前、宮崎県を所管する鉄道管理局は、門司鉄道管理局内に「宮崎管理部」が存在していた。1950年（昭和25年）8月1日に宮崎管理部を廃止、日豊本線の佐土原駅を境界として、北は大分管理部に編入され大分鉄道管理局が、佐土原駅を含めて南は鹿児島管理部に編入され鹿児島鉄道管理局が設置された。
- 大分鉄道管理局の路線：日豊本線(市棚駅 -日向新富駅間)、日之影線、細島線
- 鹿児島鉄道管理局の路線：日豊本線(佐土原駅 - 五十市駅間)、妻線、吉都線(都城駅 - 京町駅間)、志布志線、古江線

### 宮崎総合鉄道事業部
国鉄民営化・JR発足後、大分鉄道管理局は大分支社、鹿児島鉄道管理局は鹿児島支社に継承された。発足当初、宮崎地区に支社・支店は設置されず、鹿児島支社内に宮崎営業事務所が設置され、南宮崎と南延岡に現業機関のみ設置されていた。宮崎県内の鉄道事業（日豊本線、日南線、当時建設中の宮崎空港線）を一括管理するため、1996年（平成8年）6月1日に大分支社の宮崎県内区間を鹿児島支社に移管、鹿児島支社内に宮崎総合鉄道事業部が発足した。鉄道事業部の中では唯一「総合」を冠しており、宮崎県内における広報や、行政との窓口機能を有していた。なお、日南線の大隅夏井駅、志布志駅は鹿児島県に所在するが、大隅線・志布志線の廃止後は鹿児島県内の路線から孤立した離れ小島となったため、宮崎総合鉄道事業部が管轄していた。一方、宮崎県内の駅のうち肥薩線の真幸駅は熊本支社、都城駅以外の吉都線は鹿児島支社の鹿児島鉄道事業部の管轄であった。

### 宮崎支社発足
その後2022年（令和4年）4月1日に行われたJR九州の組織改正で、宮崎総合鉄道事業部が宮崎支社に改組され、併せて鹿児島支社から独立し他の支社と同じく本社直属となった。組織改編の理由として、アミュプラザみやざきの開業などで鉄道事業以外の業務が増加していること、赤字路線を巡る自治体とのやり取りが増加する中、従来複数に分かれていた窓口を一本化することが挙げられている。ただし、他支社と異なり総務企画課と営業運輸課が企画運輸課として設置されているほか、支社長は執行役員に任命されておらず、他支社より小規模となっている。

## 管轄路線
※ 管轄境界駅については、宮崎支社が管理を担当している駅を記載している。
- 日豊本線（市棚 - 五十市間）
- 日南線（全線）
- 宮崎空港線（全線）

## 歴史
- 1987年（昭和62年）
  - 3月1日 - 宮崎機関区が宮崎運転区に改称。宮崎駅高架化に伴い、南宮崎駅に移転する。
  - 4月1日 - 国鉄民営化により、JR九州発足。鉄道管理局はそのまま支社に改組される。
  - 6月1日 - 鹿児島支社内に宮崎営業事務所設置。
- 1996年（平成8年）
  - 6月1日：鹿児島支社宮崎営業事務所・宮崎運転区、大分支社延岡運転区を統合し、鹿児島支社内に宮崎総合鉄道事業部発足[6]。市棚 - 日向新富間を大分支社より移管[3]。
  - 7月18日 - 宮崎空港線開業[6]。
- 1999年（平成11年）：南延岡運輸センターを廃止。
- 2004年（平成16年）6月1日：日南鉄道事業部と統合[7]。
- 2011年（平成23年）3月：宮崎運輸センターと宮崎車掌センターを廃止。宮崎乗務センターと宮崎車両センターが発足。同時に、鹿児島総合車両所（現・鹿児島車両センター）より宮崎車両センターに車両が転属配置された。
- 2022年（令和4年）4月1日：宮崎総合鉄道事業部を廃止し、本社直属の宮崎支社に改組[1]。
- 2025年（令和7年）
  - 3月14日：宮崎乗務センターの車掌部門を廃止。
  - 4月1日：安全推進室を設置。

## 組織
2025年4月1日現在。
- 安全推進室
- 企画運輸課
- 工務課

## 車両基地（宮崎車両センター）

### 配置車両
以下は、2024年（令和6年）4月1日現在の配置車両である。
観光特急仕様車であるキハ125形を除き、日豊本線（宮崎 - 西都城間）・日南線（全線）・吉都線（全線）・肥薩線（吉松 - 隼人間）の普通列車で運用されている。
- キハ40形
  - 8000番台の10両 (8054, 8060, 8065, 8069, 8097 - 8100, 8104, 8128) が配置されている[9]。
  - このうち、8097と8099の2両は日南線専用塗装車である。

- キハ47形
  - 8000番台 (8052, 8119) と9000番台 (9073, 9083) が各々2両ずつの計4両が配置されている[9]。

- キハ125形
  - 臨時の観光特急「海幸山幸」の専用車である400番台の2両 (401, 402) が配置されている[9]。日豊本線 ･ 日南線の宮崎 - 南郷間限定で運用されている。また、平日限定で貸切専用車両としても運用される[10]。

構内こそ電化されているものの、検査設備が非電化のため、気動車のみの配置となっている。そのため、宮崎地区専用電車の713系はここが運用上の拠点となっており、常時配置されているものの、同様の理由で鹿児島所属であり、検査する時のみ鹿児島車両センターに入場する。なお、当センターの車両は全車がワンマン運転に対応しているほか、キハ40系は全車機関換装されている。
かつてはキハ140・147形も配置されていたが、上記のキハ40・47形（8000・9000番台車）と交換されて配置がなくなっている（該当車両は鹿児島へ転属）。

### 配置車両の車体に記される略号
- 鹿ミサ：旧所属たる鹿児島支社を示す「鹿」と、宮崎の電報略号「ミサ」で構成される。鹿児島鉄道管理局時代より踏襲。

## 設備保全区所
- 宮崎工務センター

## 乗務員区所

### 運転士・車掌
- 宮崎乗務センター
  - 旧・宮崎運輸センター（運転士部門）
  - 南宮崎指令

### 注記
1. ↑  鹿児島県内を走行する際は殆ど回送によるもの。